# Skala Torino

Skala Torino – 11-stopniowa skala (od 0 do 10), według której NASA ocenia potencjalne zagrożenie katastrofą kosmiczną, jakie stwarzają rozmaite obiekty nadlatujące w kierunku Ziemi z kosmosu:
| BRAK ZAGROŻENIA (biały)           | BRAK ZAGROŻENIA (biały) |
| --------------------------------- | --- |
| 0.                                | Prawdopodobieństwo kolizji wynosi zero lub jest bliskie zeru. Stopień ten odnosi się również do obiektów małych jak meteory, które ulegają całkowitemu spaleniu w atmosferze lub większych jak meteoryty, które rzadko powodują zniszczenia. |
| NORMA (zielony)                   | |
| 1.                                | Obiekt odkryty, który nie stanowi większego zagrożenia. Posiadane dane wskazują na to, że prawdopodobieństwo zderzenia, jakkolwiek niezerowe, jest znikome i nie wymaga powiadamiania opinii publicznej. Nowe projekty obserwacyjne prawdopodobnie doprowadzą do zredukowania zagrożenia do stopnia 0. |
| WYMAGANA UWAGA ASTRONOMÓW (żółty) | |
| 2.                                | Obiekt, który na podstawie dokładniejszych obserwacji, może okazać się całkowicie nieszkodliwy. Jego orbita przecina orbitę ziemską w małej odległości od Ziemi, aczkolwiek nie istnieje ryzyko zderzenia. Nowe projekty obserwacyjne prawdopodobnie doprowadzą do zredukowania zagrożenia do stopnia 0. |
| 3.                                | Bliskie zbliżenie obiektu do Ziemi, wymagające uwagi astronomów. Aktualne obliczenia dają szansę na kolizję, z możliwością wywołania lokalnych zniszczeń, większą niż 1%. Nowe projekty obserwacyjne prawdopodobnie doprowadzą do zredukowania zagrożenia do stopnia 0. Zalecane jest powiadomienie opinii publicznej i odpowiednich organów państwowych, jeżeli spotkanie z obiektem nastąpi w ciągu dekady.    |
| 4.                                | Bliskie zbliżenie obiektu do Ziemi, wymagające uwagi astronomów. Aktualne obliczenia dają szansę na kolizję, z możliwością wywołania regionalnych zniszczeń, większą niż 1%. Nowe projekty obserwacyjne prawdopodobnie doprowadzą do zredukowania zagrożenia do stopnia 0. Zalecane jest powiadomienie opinii publicznej i odpowiednich organów państwowych, jeżeli spotkanie z obiektem nastąpi w ciągu dekady. |
| ZAGROŻENIE (pomarańczowy)         | |
| 5.                                | Bliskie zbliżenie obiektu do Ziemi stanowiące poważne, aczkolwiek nie 100% pewne zagrożenie kolizją, z możliwością wywołania regionalnych zniszczeń. Wymagane jest znaczne zaangażowanie astronomów w celu potwierdzenia lub wykluczenia możliwości kolizji. Zalecane jest postępowanie kryzysowe podjęte przez odpowiednie organy państwowe, jeżeli spotkanie z obiektem nastąpi w ciągu dekady.                |
| 6.                                | Bliskie zbliżenie dużego obiektu do Ziemi stanowiące poważne, aczkolwiek nie 100% pewne zagrożenie kolizją, z możliwością wywołania globalnych zniszczeń. Wymagane jest znaczne zaangażowanie astronomów w celu potwierdzenia lub wykluczenia możliwości kolizji. Zalecane jest postępowanie kryzysowe podjęte przez odpowiednie organy państwowe, jeżeli spotkanie z obiektem nastąpi w ciągu trzech dekad.     |
| 7.                                | Bardzo bliskie zbliżenie dużego obiektu do Ziemi stanowiące jeżeli nastąpi w ciągu stulecia bezprecedensowe, aczkolwiek nie 100% pewne zagrożenie kolizją, z możliwością wywołania globalnych zniszczeń. Zalecane jest postępowanie kryzysowe podjęte przez odpowiednie organy międzynarodowe, w celu dokładnego oznaczenia zagrożenia.                                                                          |
| PEWNE ZDERZENIE (czerwony)        | |
| 8.                                | Zderzenie jest pewne, siła eksplozji spowoduje lokalne zniszczenia na lądzie. Jeżeli nastąpi w okolicy przybrzeżnej możliwe jest powstanie fal tsunami. Średnia częstotliwość takich zderzeń wynosi między raz na 50 lat a raz na kilka tysięcy lat. |
| 9.                                | Zderzenie jest pewne, siła eksplozji spowoduje bezprecedensowo duże zniszczenia na większym obszarze. Jeżeli nastąpi na obszarze oceanów wywoła duże tsunami. Średnia częstotliwość takich zderzeń wynosi między raz na 10 000 lat a raz na 100 000 lat. |
| 10.                               | Zderzenie jest pewne, siła eksplozji spowoduje globalne zniszczenia i doprowadzi do zmian klimatycznych. Stanowi zagrożenie dla istnienia cywilizacji. Średnia częstotliwość takich zderzeń wynosi raz na 100 000 lat lub rzadziej. |

Skala dotyczy tylko prawdopodobieństwa zderzenia w ciągu najbliższych 100 lat i z tego powodu np. nie została w niej określona wartość w tej skali dla (29075) 1950 DA, której średnica ma 1,16 ± 0,12 km, dla szansy na kolizję w 2880 roku, wynoszącej 0,33%.

## Ustalenie skali
W stosunkowo bliskim otoczeniu Ziemi, według danych z maja 2022 roku, znanych było ponad 29 tysięcy planetoid (tzw. planetoidy bliskie Ziemi), w tym ponad 2200 potencjalnie niebezpiecznych asteroid i tylko kwestią czasu pozostaje kolejne zderzenie z takim obiektem. Aby temu zapobiec, niezbędne jest określenie orbity danego obiektu i ocena stopnia zagrożenia. W tym celu powstały dwie skale – Torino i skala Palermo. Skala Torino została ustalona w 1995 roku przez profesora Richarda Binzela z Massachusetts Institute of Technology. W czerwcu 1999 roku na międzynarodowej konferencji w Turynie we Włoszech skala została poprawiona i od tej pory ma obecny kształt i nazwę.

## Odczytywanie skali
Zagrożenie określa się za pomocą liczb od 0 do 10 oraz kolorów – od białego przez zielony, żółty i pomarańczowy do czerwonego. Zero oznacza brak zagrożenia, a wartości 8, 9 oraz 10 – pewne zderzenie. Bardzo ważny jest także rozmiar NEO – 0 otrzymuje bardzo mały obiekt, mimo że przewiduje się jego zderzenie z atmosferą Ziemi, który jednak ulegnie spaleniu w atmosferze. Natomiast 10 otrzymuje tak duży obiekt, że spowoduje katastrofę klimatyczną. Skala została tak stworzona, by w łatwy sposób przekazywać informację opinii publicznej. Kolory przypisywane odpowiednim stopniom intuicyjnie określają stopień zagrożenia.

## Klasyfikacja obiektu
Aby przypisać danemu obiektowi odpowiedni stopień zagrożenia, należy wyznaczyć energię kinetyczną zderzenia i określić jego prawdopodobieństwo. Jeżeli jakiś obiekt w ciągu stu lat kilka razy zbliży się do Ziemi, to dla każdego bliskiego przejścia przypisany będzie nowy stopień. W tej skali stopień zagrożenia może ulegać zmianie. Pierwsza ocena orbity następuje po niewielu obserwacjach. Kolejne obserwacje pozwalają uściślić parametry orbity.

## Obiekty, które uzyskały wysoki stopień w skali Torino

Skala Torino. Skala pionowa przedstawia energię kinetyczną oraz szacunkową średnicę obiektu, a skala pozioma prawdopodobieństwo zderzenia.

Dotychczasowym rekordzistą, który uzyskał najwyższy stopień zagrożenia w skali Torino jest ponad 300-metrowa asteroida (99942) Apophis.
23 grudnia 2004 roku Centrum Obserwacji Obiektów Bliskich Ziemi (ang. Near Earth Object Program Office) ogłosiło, że obiekt, znany wtedy pod prowizorycznym oznaczeniem 2004 MN4, otrzymał 2 stopień w skali Torino. Niedługo później otrzymał on już 4 stopień. Według danych z 2021 roku, obiekt minie Ziemię 13 kwietnia 2029 roku, w odległości około 38 000 km. Dokładne wyznaczenie orbity asteroidy poza rok 2029 jest bardzo trudne ze względu na wpływ bliskiego spotkania z Ziemią na trajektorię jej lotu oraz ze względu na trudny do oszacowania efekt Jarkowskiego. Z tego powodu przez dłuższy czas skalę zagrożenia ze strony Apophisa określano jako 1 punkt w skali Torino.

### Obiekty z oceną większą niż zero w skali Torino
Według stanu z 31 stycznia 2025 roku tylko jeden obiekt miał w skali Torino przypisany stopień większy od zera. Stopień 3 miała wtedy planetoida 2024 YR4 o średnicy szacowanej na około 55 metrów, z bieżącym łukiem obserwacyjnym trwającym 36 dni, dla której oszacowano szansę 1 na 71, że w dniu 22 grudnia 2032 r. może nie minąć Ziemi, ale w nią uderzyć.

### Niektóre obiekty zdegradowane do zera
Poniższa lista zawiera wybrane obiekty, które w pewnym czasie, zwykle niedługo po odkryciu, miały przypisany stopień w skali Torino wyższy niż zero, a później obniżono go do zera:
| Rok  | Obiekt          | Uwagi                                                             | Źródło        |
| ---- | --------------- | ----------------------------------------------------------------- | ------------- |
| 2002 | 2002 CU11       | 20 marca osiągnął stopień 1, 26 kwietnia obniżony do 0            |               |
| 2003 | 2003 QQ47       |                                                                   |               |
| 2003 | (29075) 1950 DA |                                                                   |               |
| 2003 | 1997 XR2        |                                                                   |               |
| 2003 | 2002 NT7        |                                                                   |               |
| 2004 | (99942) Apophis |                                                                   |               |
| 2004 | 2004 VD17       |                                                                   |               |
| 2006 | 2003 QQ47       |                                                                   |               |
| 2007 | 2004 VD17       | ponownie                                                          |               |
| 2008 | 2008 AF4        |                                                                   |               |
| 2009 | 2009 KK         |                                                                   |               |
| 2009 | 2009 WM1        |                                                                   |               |
| 2009 | 2009 YG         |                                                                   | [ 8 ]         |
| 2010 | 2005 YU55       |                                                                   | [ 9 ]         |
| 2010 | 2010 XC25       | w grudniu 2010                                                    | [ 10 ]        |
| 2011 | 2011 BM45       | w lutym 2011                                                      | [ 11 ]        |
| 2011 | 2011 SM68       |                                                                   |               |
| 2011 | 2011 UL21       |                                                                   | [ 12 ]        |
| 2012 | 2012 CA21       |                                                                   |               |
| 2012 | 2012 MU2        |                                                                   |               |
| 2012 | 2011 AG5        |                                                                   | [ 13 ]        |
| 2013 | 2013 TV135      |                                                                   |               |
| 2014 | 2014 DA         |                                                                   |               |
| 2014 | 2007 VK184      | ponownie                                                          |               |
| 2015 | 2015 NK13       |                                                                   |               |
| 2015 | 2015 PU228      |                                                                   | [ 14 ]        |
| 2016 | 2016 BE         |                                                                   |               |
| 2016 | 2016 EU85       |                                                                   |               |
| 2016 | 2016 WJ1        |                                                                   |               |
| 2016 | 2016 XP23       | od końca grudnia 2016 do początku stycznia 2017 miał stopień 1    | [ 15 ]        |
| 2017 | 2017 AM4        |                                                                   |               |
| 2018 | 2017 XO2        | 27 stycznia osiągnął stopień 1, 28 stycznia obniżony do 0         |               |
| 2020 | 2020 DR2        | 29 lutego 2020 stopień 1                                          | [ 18 ] [ 19 ] |
| 2020 | 2020 NK1        | 21 lipca 2020 stopień 1, obniżony do 0 pod koniec miesiąca        |               |
| 2020 | 2020 XR         | 8 grudnia 2020 stopień 1, obniżony do 0 w dniu 13 grudnia         |               |
| 2021 | 2021 TA8        | 12 października 2021 stopień 1                                    | [ 24 ]        |
| 2021 | 2021 TP21       | 31 października 2021 stopień 1                                    | [ 25 ]        |
| 2022 | 2022 AE1        | 11 stycznia 2022 stopień 1, obniżony do 0 w dniu 20 stycznia 2022 | [ 26 ] [ 27 ] |
| 2022 | 2022 QX4        | 3 września 2022 stopień 1, obniżony do 0 w dniu 11 września 2022  | [ 28 ] [ 29 ] |
| 2023 | 2023 TL4        | 26 listopada 2023 stopień 1, obniżony do 0 w grudniu 2023         | [ 30 ]        |